# Windischgarsten
Windischgarsten osztrák mezőváros Felső-Ausztria Kirchdorf an der Krems-i járásában. 2019 januárjában 2412 lakosa volt. 

## Elhelyezkedése

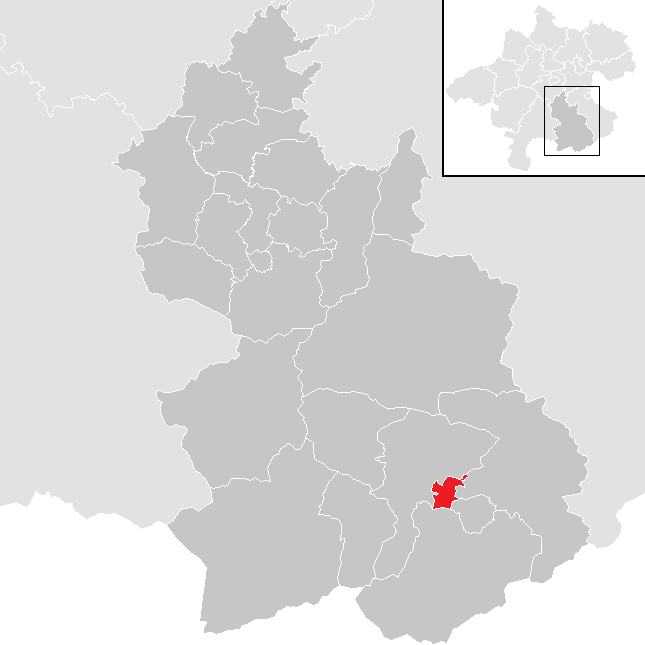
Windischgarsten a Kirchdorf an der Krems-i járásban

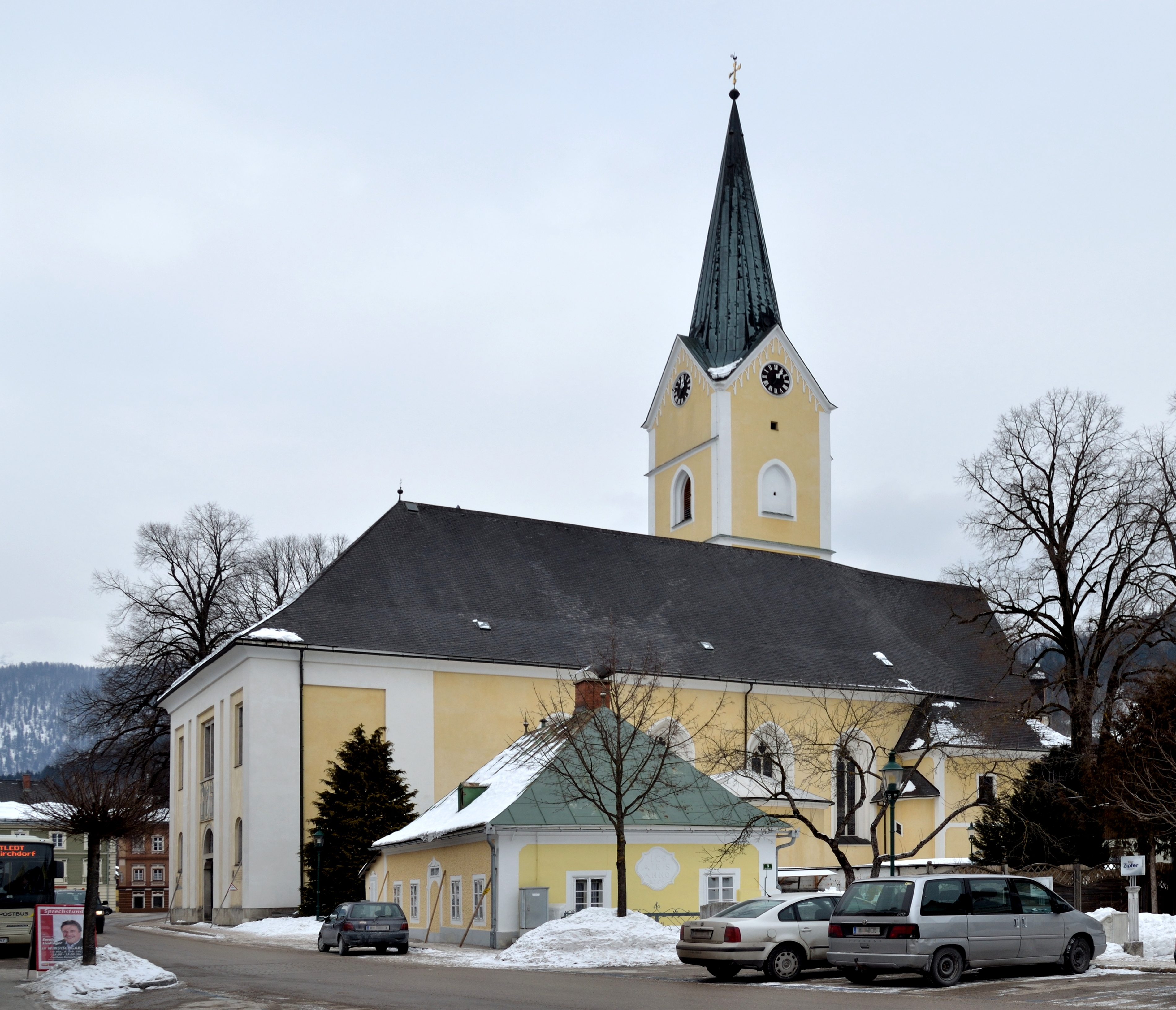
A Szt. Jakab-plébániatemplom

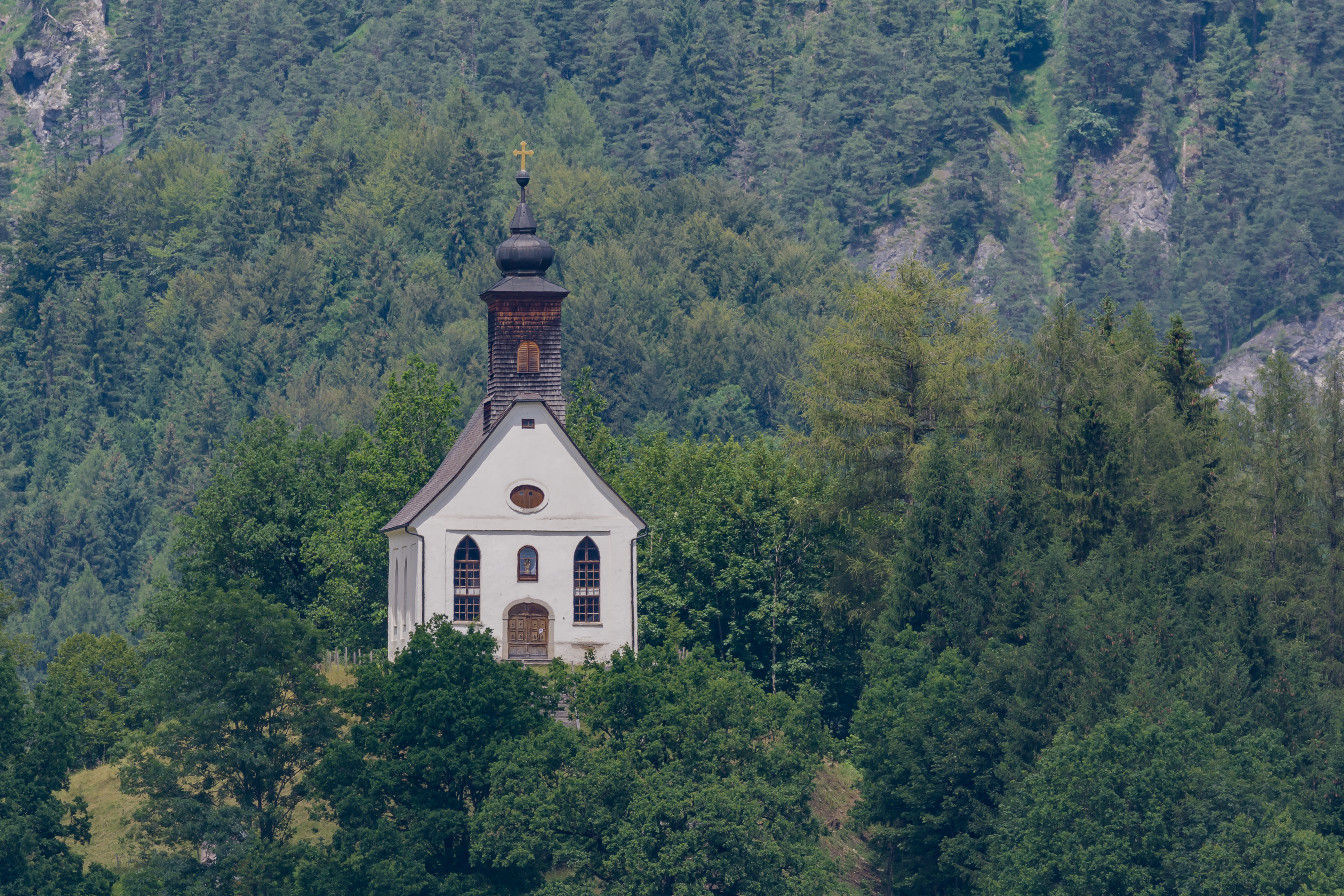
A kálváriakápolna

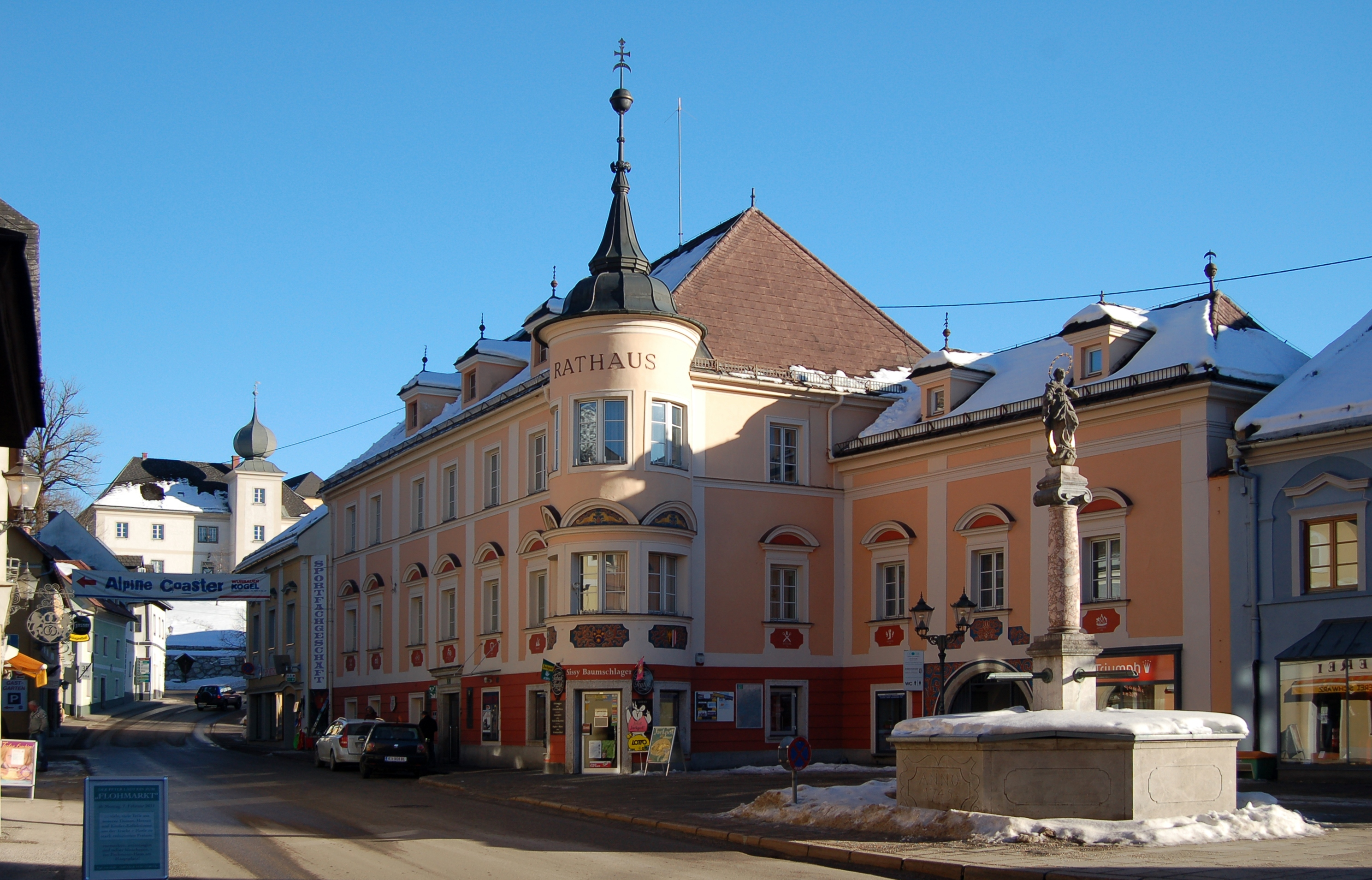
A városháza és a főtér

Windischgarsten Felső-Ausztria Traunviertel régiójában fekszik a Dambach folyó mentén, a Windischgarsteni-medencében, a déli Haller Mauern, az északi Sengsen-hegység és a nyugati Toten-hegység között. Területének 36,7%-a erdő és 40,8% áll mezőgazdasági művelés alatt. Az önkormányzathoz egyetlen település és katasztrális község (Windischgarsten) tartozik. 
A környező önkormányzatok: keletre Rosenau am Hengstpaß, délkeletre Edlbach, délre Spital am Pyhrn, északnyugatra Roßleithen.

## Története
A mai Windischgarstentől délnyugatra állt egy pihenőhely a római-kori Via Norica úton. A népvándorlás után a Bajor Hercegség keleti határvidékéhez tartozott és 800 körül egy majorságot létesítettek itt. A környező lakosság – a hely neve alapján – többségében ekkor még szláv volt. A 11. században Windischgarstent tették meg a bambergi püspökség régióbeli kiterjedt birtokai központjává. Az első keresztes hadjárat idején megerősödött zarándokmozgalom kiszolgálására pihenőhelyet létesítettek. 1170-ben Barbarossa Frigyes császár a faluban töltötte a virágvasárnapot. 1383-ban már mezővárosként hivatkoztak rá, 1444-ben pedig a királytól hetivásártartási jogokat kapott. 
A kora újkorban az Eisenwurzen régió szélén fekvő kisvárosnak még csak 60 háza volt, de a gazdaság gyors gyarapodásnak indult, több kaszakovács-üzem kezdte meg működését. A napóleoni háborúk során több alkalommal megszállták.  
Miután a Német Birodalom 1938-an annektálta Ausztriát, Windischgarstent az Oberdonaui gauba sorolták be. A második világháború során 122-en estek el vagy tűntek el. 1950 után a síturizmus új lendületet kapott, 1951-ben itt rendezték az országos bajnokság futamait is. 1964-ben Windischgarsten gyógyüdülői státuszt kapott. 
1999-ben a nemzetközi sajtó is hírt adott arról, hogy a kisváros polgármesterét, Franz Hufnaglt nemi erőszakért három és fél év börtönre ítélték. 2009-ben XVI. Benedek pápa kinevezte Windischgarsten plébánosát, Gerhard Maria Wagnert a Linzi egyházmegye címzetes püspökévé, aki botrányt kavaró kijelentései miatt (a Harry Potter-könyveket sátánistának bélyegezte és a Katrina hurrikánt Isten büntetésének tartotta New Orleans bűneiért) két héttel később lemondott a tisztségről. 

## Lakosság
A windischgarsteni önkormányzat területén 2019 januárjában 2412 fő élt. A lakosságszám 2011-ig tartó dinamikus növekedése újabban megtorpanni látszik. 2017-ben a helybeliek 87,7%-a volt osztrák állampolgár; a külföldiek közül 2,2% a régi (2004 előtti), 4,4% az új EU-tagállamokból érkezett. 3,8% a volt Jugoszlávia (Szlovénia és Horvátország nélkül) vagy Törökország, 1,9% egyéb országok polgára volt. 2001-ben a lakosok 81,1%-a római katolikusnak, 6,1% evangélikusnak, 2,1% ortodoxnak, 2,4% mohamedánnak, 6,8% pedig felekezeten kívülinek vallotta magát. Ugyanekkor 4 magyar élt a mezővárosban. A legnagyobb nemzetiségi csoportot a német (93,5%) mellett a szerbek (2,6%) és a horvátok (2%) alkották.

## Látnivalók
- a Szt. Jakab-plébániatemplom
- a kálváriakápolna
- a városháza
- az 1745-ben állított kút a Maria Immucalata-szoborral a főtéren
- az óváros barokk házai közül számosan műemléki védettség alatt állnak

## Testvértelepülések
- Großenlüder  (Németország)

## Fordítás
- Ez a szócikk részben vagy egészben  a   Windischgarsten című német Wikipédia-szócikk ezen változatának fordításán alapul.  Az eredeti cikk szerkesztőit annak laptörténete sorolja fel. Ez a jelzés csupán a megfogalmazás eredetét és a szerzői jogokat jelzi, nem szolgál a cikkben szereplő információk forrásmegjelöléseként.